# La peluquera
La peluquera (en alemán: Die Friseuse) es una película alemana, comedia, dirigida por Doris Dörrie y protagonizada por Gabriela Maria Schmeide. 

## Argumento
Kathi König es una peluquera cuarentona que lucha por encontrar un trabajo en su profesión al mismo tiempo que trata superar los problemas con su hija veinteañera malviviendo en un bloque de pisos junto a un centro comercial de Berlín y sin grandes lujos desde su divorcio.
Kathi es trabajadora, imaginativa y emprendedora, pero su obesidad la impide encontrar un trabajo o un crédito con la misma facilidad que a otras personas, y sus iniciativas por conseguir dinero terminan de la manera más inesperada y curiosa. Al ver que por su físico la rechazan en los trabajos de peluquera, consigue una socia con la que visitar centros de ancianos a los que cortar el pelo, pero una de las señoras concluye falleciendo en el secador y son detenidas por trabajar ilegalmente.
Posteriormente se ofrece a transportar inmigrantes vietnamitas desde Polonia a Berlín, conociendo a un inmigrante que será importante en su vida y viviendo diferentes peripecias.
La película termina de un modo sencillo, creíble y positivo, aceptando una vida normal y con un tema musical final que representa un simpático orgullo a la obesidad.